# Valerie Capers
Valerie Capers (Nueva York, 24 de mayo de 1935) es una pianista y compositora afroestadounidense conocida sobre todo por sus aportaciones en el ámbito del jazz.

## Biografía
Capers nació en Nueva York en el seno de una familia de músicos que la introdujo en la música clásica y el jazz. Su padre era un pianista profesional de jazz, amigo de Fats Waller, y su hermano Bobby tocó más tarde el saxo tenor y la flauta con la banda afrocubana de Mongo Santamaria.
Capers es ciega desde los seis años, cuando una enfermedad la privó de la vista. Sus primeros estudios tuvieron lugar en el Instituto de Nueva York para la Educación de los Ciegos, donde estudió piano clásico con Elizabeth Thode. Thode le enseñó a leer la notación musical en Braille. Capers tuvo que aprender todas sus piezas musicales memorizándolas en Braille antes de tocarlas. Con el estímulo de Thode continuó estudiando y fue la primera ciega que obtuvo su licenciatura y máster en la Juilliard School.
Tras finalizar su formación en 1960, su hermano Bobby la animó a estudiar jazz. También animó a Capers a empezar a componer y le pidió que crease piezas para su banda. Capers dejó de tocar música clásica a principios de los años 1960 para aprender jazz. Formó su propio trío y en 1966 grabó su primer álbum de jazz, Portrait in Soul. En aquellos años le resultó difícil encontrar trabajo como profesora porque muchas instituciones no estaban dispuestas a contratar a una persona ciega. Finalmente, fue contratada en la Bronx Neighborhood Music School y en la Brooklyn School of Music. De 1968 a 1975 trabajó en la Manhattan School of Music, fue asesora de estudiantes ciegos, desarrolló un plan de estudios de jazz y fue presidenta del departamento de música del college de 1987 a 1995.
Tras la muerte de su hermano Bobby en 1974, Capers compuso la cantata navideña Sing About Love, de dos horas de duración, que no se ciñe a ningún género en particular, sino que incorpora elementos del jazz, el góspel, el blues y la música clásica. Otras obras significativas fueron Song of the Seasons, un ciclo de canciones compuesto en gran parte en el lenguaje clásico, y Sojourner, un «operatorio», —una combinación de ópera y oratorio, término acuñado por Capers— sobre la vida de la afroamericana abolicionista y defensora de los derechos de la mujer, Sojourner Truth.
En el año 2000, Oxford University Press publicó un libro de composiciones intermedias de piano de jazz de Capers titulado Portraits in Jazz. Capers compuso estas piezas para que los estudiantes de piano que estaban recibiendo formación clásica pudieran estar familiarizados con el jazz.

## Discografía
| Año  | Título                     | Sello discográfico | Notas |
| ---- | -------------------------- | ------------------ | --- |
| 1966 | Portrait in Soul           | Atlantic Records   | Con John Daley (bajo), Charley Hawkins (batería), Vincent McEwen (trompeta), Robin Kenyatta (saxo alto), Frank Perowsky (saxo tenor), Richy Landrum (conga) |
| 1982 | Affirmation                | KMArts             | Con John Robinson (bajo), Al Harewood (batería) |
| 1995 | Come On Home               | Columbia           | Con John Robinson, Bob Cranshaw (bajo), Terry Clarke (batería), Wynton Marsalis (trompeta), Paquito D'Rivera (saxo alto), Mongo Santamaria (congas)         |
| 1999 | Wagner Takes the "A" Train | Elysium            | Con John Robinson (bajo), Earl Williams (batería), Alan Givens (saxo tenor, saxo soprano, flauta), Mark Marino (guitarra)                                   |
| 2001 | Limited Edition            | Valcap             | Con John Robinson (bajo), Earl Williams, Al Harewood (batería), Alan Givens (saxo tenor, saxo soprano, flauta), Mark Marino (guitarra)                      |